# 安登站
安登站（日语：／ Ato eki */?）是位於廣島縣吳市安浦町安登西五丁目2番14號，西日本旅客鐵道（JR西日本）的吳線車站。車站編號為JR-Y20。

## 歷史
- 1935年（昭和10年）11月24日 - 吳線三津內海站（現時：安浦站）至廣站之間開通，此站啟用。
- 1960年（昭和35年）6月1日 - 終止貨物起卸業務。
- 1970年（昭和45年）10月1日 - 成為無人車站（簡易委託）。
- 1987年（昭和62年）4月1日 - 伴隨國鐵分割民營化，車站由西日本旅客鐵道（JR西日本）營運。
- 1995年（平成7年）10月1日 - 此站由廣島分社（日语：西日本旅客鉄道広島支社）直轄變為由三原地域鐵道部（日语：三原地域鉄道部）管轄[1]。
- 2006年（平成18年）3月18日 - 實施時間表修正，成為臨時快速「瀨戶內海景（日语：瀬戸内マリンビュー）」停車站。
- 2007年（平成19年）
  - 8月 - 車站內設置了可支援ICOCA的簡易IC卡閘機。
  - 9月1日 - 此站開始可以使用IC卡「ICOCA」。
- 2010年（平成22年）
  - 7月14日 - 因大雨使吳線內設有數處地方發生山泥傾瀉，三原站至吳站之間不能通行[2]。
  - 7月20日 - 安浦站至廣站之間重開[3][4]。
- 2011年（平成23年）3月12日 - 實施時間表修正，臨時快速「瀨戶內海景」通過此站[5]。
- 2016年（平成28年）
  - 6月22日 - 因大雨使此站至安藝川尻站之間發生山泥傾瀉，三原站至廣站之間不能通行[6]。
  - 6月29日 - 安浦站至廣站之間重開[7]。
- 2018年（平成30年）
  - 6月1日 - 隨著三原地域鐵道部（日语：三原地域鉄道部）廢止，此站由三原站管理[8]。
  - 7月5日 - 發生雨災使車站暫停營業[9]。
  - 10月28日 - 安浦站至安藝川尻站之間重開[10]。

## 車站構造
車站是一座地面車站，設有2面2線的相對式月台，可進行列車交會。車站大樓位於三原方向的月台側，兩月台之間設有跨線橋連接。
此站是由三原站管理的無人車站。此站沒有自動閘機，但設有ICOCA專用讀卡機，使此站可使用ICOCA與其可互相使用的IC卡。車站大樓內設有自動售票機。此站設有少見的動畫式列車接近資訊。此站設閘內設有男女共用旱廁。

### 月台
| 月台              | 路線 | 上下行 | 方向           |
| ----------------- | ---- | ------ | -------------- |
| 車站大樓一方（1） | 吳線 | 上行   | 竹原、三原方向 |
| 車站大樓對面（2） | 吳線 | 下行   | 吳、廣島方向   |

- 實際上，此站沒有編排月台編號。括號內的數字是列車運輸指令上的月台號碼。

## 使用狀況
以下為1日平均乘車人次：
| 年度               | 1日平均 乘車人次 |
| ------------------ | ---------------- |
| 2002年（平成14年） | 820              |
| 2003年（平成15年） |                  |
| 2004年（平成16年） | 768              |
| 2005年（平成17年） | 755              |
| 2006年（平成18年） | 721              |
| 2007年（平成19年） | 705              |
| 2008年（平成20年） | 696              |
| 2009年（平成21年） | 641              |
| 2010年（平成22年） | 635              |
| 2011年（平成23年） | 595              |
| 2012年（平成24年） | 562              |
| 2013年（平成25年） | 528              |
| 2014年（平成26年） | 484              |
| 2015年（平成27年） | 481              |
| 2016年（平成28年） | 455              |
| 2017年（平成29年） | 429              |
| 2018年（平成30年） | 338              |

## 車站周邊
- 安登郵局
- 國道185號（日语：国道185号）
- 廣島縣道204號安登停車場線（日语：広島県道204号安登停車場線） - 日本最短的都道府縣道。
- EDION（日语：エディオン）安浦安登店
- 吳市立安登小學
- 吳市立安登保育所
- 大吳（日语：ダイクレ） 安浦工場
- 日本紙管工業 吳工場
- 仁方鐵工所

## 相鄰車站
西日本旅客鐵道（JR西日本）
 吳線
安浦（JR-Y21）－安登（JR-Y20）－安藝川尻（JR-Y19）

## 注腳
1. ↑  《データで見るJR西日本 2001》- 西日本旅客鐵道
2. ↑  . 中國新聞 (中國新聞社). 2010-07-17  [2020-12-16]. （原始内容存档于2010-07-21） （日语）.
3. ↑  2010年7月定例社長会見（日語）（截至2010年7月22日的互聯網檔案館存檔） - 西日本旅客鐵道新聞稿 2010年7月21日
4. ↑  . 鐵道畫刊 (鐵道畫刊社). 2010年10月, 44 (10): 150–151 （日语）.
5. ↑  平成23年春の臨時列車についてPDF（日語） - 西日本旅客鐵道新聞稿 2011年1月21日
6. ↑   (PDF). 国土交通省. 2016-06-27  [2016-06-29]. （原始内容存档 (PDF)于2016-08-06） （日语）.
7. ↑   (PDF). 国土交通省. 2016-06-29  [2016-06-30]. （原始内容存档 (PDF)于2016-08-06） （日语）.
8. ↑  データで見るJR西日本2018 （页面存档备份，存于）（日語） p.203 - 西日本旅客鐵道
9. ↑   (PDF). 国土交通省. 2018-07-07  [2018-07-23]. （原始内容存档 (PDF)于2021-01-01） （日语）.
10. ↑  西日本豪雨に伴う運転状況などについて（2018年10月30日時点）：JR西日本 （页面存档备份，存于）（日語）
11. ↑  吳市統計書

## 外部連結
- 安登｜車站資訊：JR出門網 - 西日本旅客鐵道（日語）